# Boltenhagen
Boltenhagen é um município da Alemanha localizado no distrito de Nordwestmecklenburg, estado de Mecklemburgo-Pomerânia Ocidental. Boltenhagen é uma estância balneária, na costa da Baía de Lübeck, no Mar Báltico.

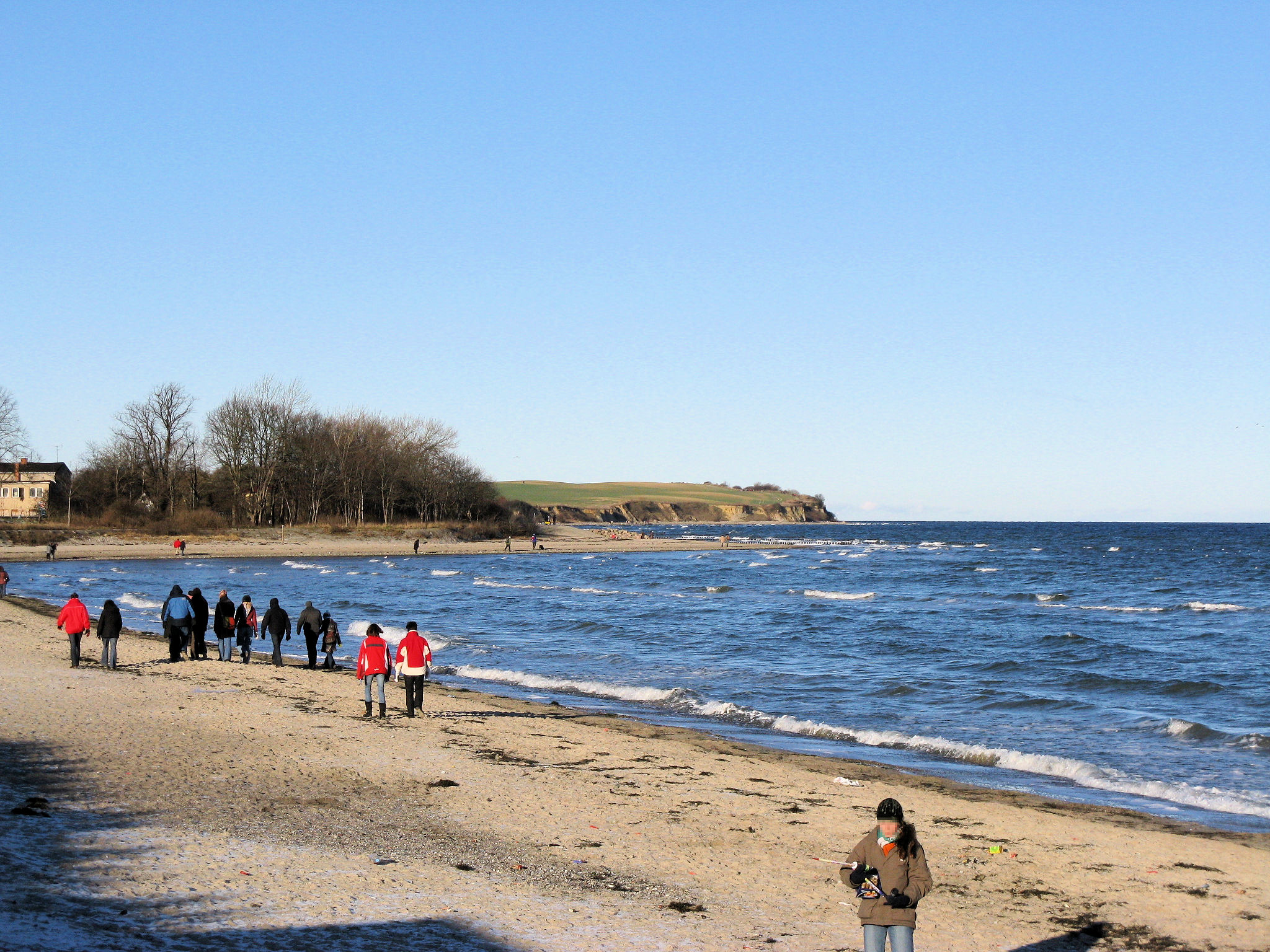
A praia em Boltenhagen no inverno